# Principy geologie
Principy geologie, jsouce pokusem vysvětlit dřívější změny zemského povrchu poukázáním na procesy právě probíhající, je kniha skotského geologa Charlese Lyella. Byla vydána ve třech svazcích v letech 1830-1833 a učinila Lyella významným teoretikem geologie. Také zpopularizovala teorii uniformitarianismu, poprvé navrženou Jamesem Huttonem. Hlavní obsahem Principů bylo, že „přítomnost je klíč k minulosti“, neboli geologické pozůstatky ze vzdálené minulosti mohou a měly by být vysvětleny geologickými procesy, které probíhají v současnosti a jsou takto přímo pozorovatelné.